# Чис
Чис (на италиански: Cis) е село и община в Северна Италия, автономна провинция Тренто, автономен регион Трентино-Южен Тирол. Разположено е на 732 m надморска височина. Населението на общината е 309 души (към 2015 г.).